# Enno Penno
Enno Penno (* 22. April 1930 in Tallinn; † 16. November 2016 in Stockholm) war ein estnischer Politiker. Er war während der sowjetischen Besetzung Estlands der letzte amtierende Ministerpräsident der estnischen Exilregierung.

## Leben
Enno Penno wurde als Sohn des estnischen Politikers und langjährigen stellvertretenden Parlamentspräsidenten der Zwischenkriegszeit Rudolf Penno (1896–1951) geboren. Vor der sowjetischen Besetzung des Landes gelang der Familie 1944 über Finnland die Flucht ins schwedische Exil.
Dort engagierte sich Enno Penno in der estnischen Exil-Gemeinde. In der estnischen Exil-Regierung bekleidete Penno vom 1. Januar 1962 bis zum 1. März 1964 das Amt des Verkehrsministers im Exil sowie des geschäftsführenden Bildungsministers im Exil im Kabinett des Exil-Präsidenten Aleksander Warma.
Am 1. März 1990 wurde Penno geschäftsführend estnischer Ministerpräsident im Exil. Er bildete am 20. Juni 1990 ein neues Exil-Kabinett.
Die Exilregierung war bereits stark von den Umbrüchen in Estland geprägt. Am 20. August 1991 erklärte Estland das Ende der sowjetischen Herrschaft im Land und die Wiederherstellung seiner staatlichen Unabhängigkeit. Am 16. Juli 1992 entschied die Exil-Regierung, ihre Tätigkeit mit Zusammentritt des ersten frei gewählten estnischen Parlaments zu beenden. Am 7. Oktober 1992 übergaben Exil-Präsident Heinrich Mark (1911–2004) und Exil-Ministerpräsident Enno Penno formell alle Vollmachten an die demokratischen gewählten Verfassungsorgane der Republik Estland.